# La fuga dei diamanti
La fuga dei diamanti è un film muto italiano del 1914 diretto da Augusto Genina.

## Trama
Fatma, figlia adottiva del colonnello Keddy, riceve in eredità un enorme diamante, che però Teny gli ruba. Fatma ed Aly vanno alla ricerca del giacimento da cui proviene la pietra preziosa, ma naufragano. Salvati, Fatma è costretta a diventare ballerina ed ottiene un grande successo. Il visconte D'Arville si innamora di lei e promette di aiutarla a recuperare i suoi beni. Teny attira Fatma in una trappola a Londra, ma non riesce a liberarsi di lei per l'intervento di D'Arville. I due inseguono Teny sino in America, dove egli muore cadendo in un canyon, e riescono a ritrovare i beni sottratti alla giovane.

## Produzione
La fuga dei diamanti è stato il primo film (l'altro è La conquista dei diamanti) di un dittico che Augusto Genina realizzò dopo il suo trasferimento dalla Cines alla "Milano Films", causato dal rifiuto, da parte della casa di produzione romana, di veder meglio retribuita la sua attività; il che l'indusse ad accettare la proposta di Negroni, diventato regista di punto dell'azienda della Bovisa. In molte occasioni è stato erroneamente presentato come La fuga degli amanti, prima che più recenti ricerche ne definissero con precisione quello che è il titolo esatto.

Augusto Genina al tempo della sua collaborazione con la "Milano Film"

I due film del "ciclo dei diamanti", interamente ideati e scritti - oltre che diretti - da Genina, rientravano nella nuova politica produttiva avviata dalla "Milano Film" negli anni immediatamente precedenti la guerra: realizzare, in alternativa ai "colossal"  storici (Cabiria è dello stesso anno 1914) drammi avventurosi, spionistici e polizieschi, oppure di ambiente borghese contemporaneo, tutti meno costosi come necessità produttive. Il gradimento del pubblico per queste tematiche portò l'azienda milanese nel 1914 all'innovazione di estendere la dimensione delle pellicole sino a realizzare, come in questo caso, dei lungometraggi che, per l'anno 1914, furono ben 18.
Una seconda innovazione che riguardò questa pellicola fu l'impiego sul "set" dell'illuminazione artificiale, che comportò anche una forte modifica delle tecniche del trucco.
In entrambe le pellicole del dittico la principale interprete fu l'attrice Jaunita Cozzi Kennedy, che poi non ebbe altri ruoli, a parte una sola altra partecipazione conosciuta a pellicole italiane.

## Accoglienza
Nonostante che i commenti del tempo mettessero in evidenza le finalità apertamente commerciali dei film avventurosi della "Milano Film", purtuttavia non mancarono aperti elogi alle qualità della pellicole e del suo regista. Vi fu, infatti, chi lo definì «il più bel film d'avventure che abbia mai avuto occasione d'ammirare [ed inoltre] vadano tutte le lodi al signor Genina che fu l'ideatore del soggetto ed il "metteur en scène", che molte cose nuove ci ha fatto ammirare e che farà sicuramente una splendida carriera». Giudizio condiviso da chi confessò «con piacere che rare volte mi era stato dato di divertirmi al cinematografo come durante la proiezione di questo lavoro, che non lascia un momento di riposo alla curiosità ed all'interesse del pubblico».
La fuga dei diamanti è uno dei due soli film che sono sopravvissuti tra quelli diretti da Genina durante la sua permanenza alla "Milano Film" ed una copia è attualmente conservata alla Cineteca Nazionale.